# ジャン＝エティエンヌ・リオタール
ジャン＝エティエンヌ・リオタール（Jean-Étienne Liotard、1702年12月22日 - 1789年6月12日）はスイスの画家である。

## 略歴
ジュネーヴで生まれた。父親は1685年に「フォンテーヌブローの勅令」が発令されたため、フランスからスイスに亡命したユグノー教徒の宝石商であった。ジュネーヴの画家のDaniel Gardelleらに学んだ後、1723年から1736年の間はパリの歴史画家、ミニアチュール画家のマッセ（Jean-Baptiste Massé :  1687-1767)に学んだ。パステル画やミニアチュールを得意とした。1736年からイタリア、ギリシャ、コンスタンチノープルを旅し、コンスタンチノープルには、1738年から5年間滞在した。この間、後にヨーロッパで流行する「オリエンタリズム」の絵画の先駆けといえる作品を描いている。
1743年にウィーンに移り、有名な作品となった、『チョコレートを運ぶ娘』を製作した。ヴェネツィアに滞在した後、1745年から1846年はダルムシュタットで働き、1748年から1753年にはパリで多くの作品の注文に応えた。1753年にロンドンに行き、王太子、フレデリック・ルイス の肖像画を描いた。オランダで働き、アムステルダムで商人の娘と結婚した。1758年に再び、パリに滞在した後、ジュネーヴに戻り、その後の30年ほどは。ジュネーヴを拠点に、仕事の依頼を受けて、ウィーンやパリ、ロンドンへ旅する生活を続けた。
晩年は同時代の画家、ジャン・シメオン・シャルダンの影響を受けて静物画も描くようになった。

## 作品

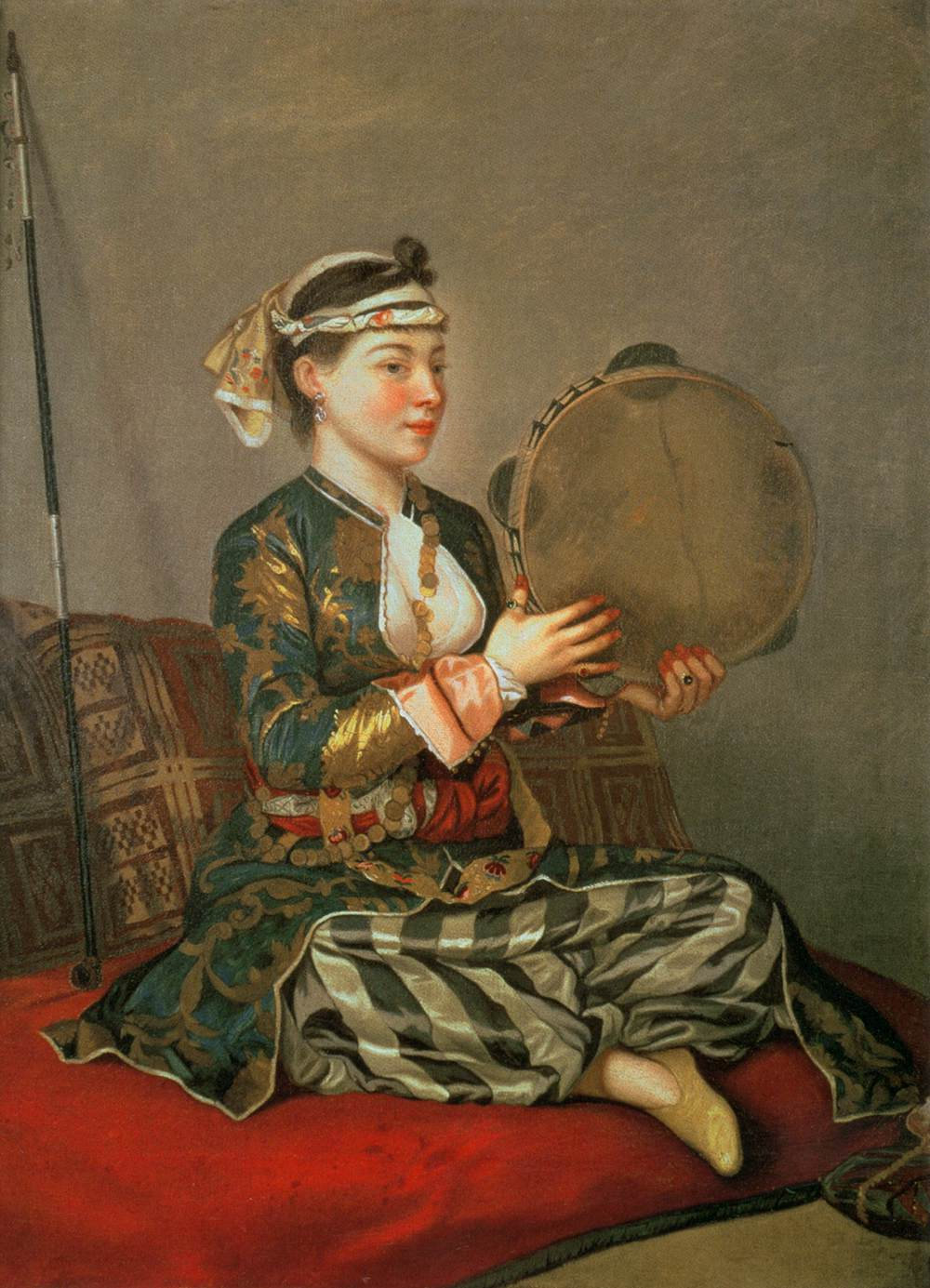
タンバリンを持つトルコ女性 (1738/1743)
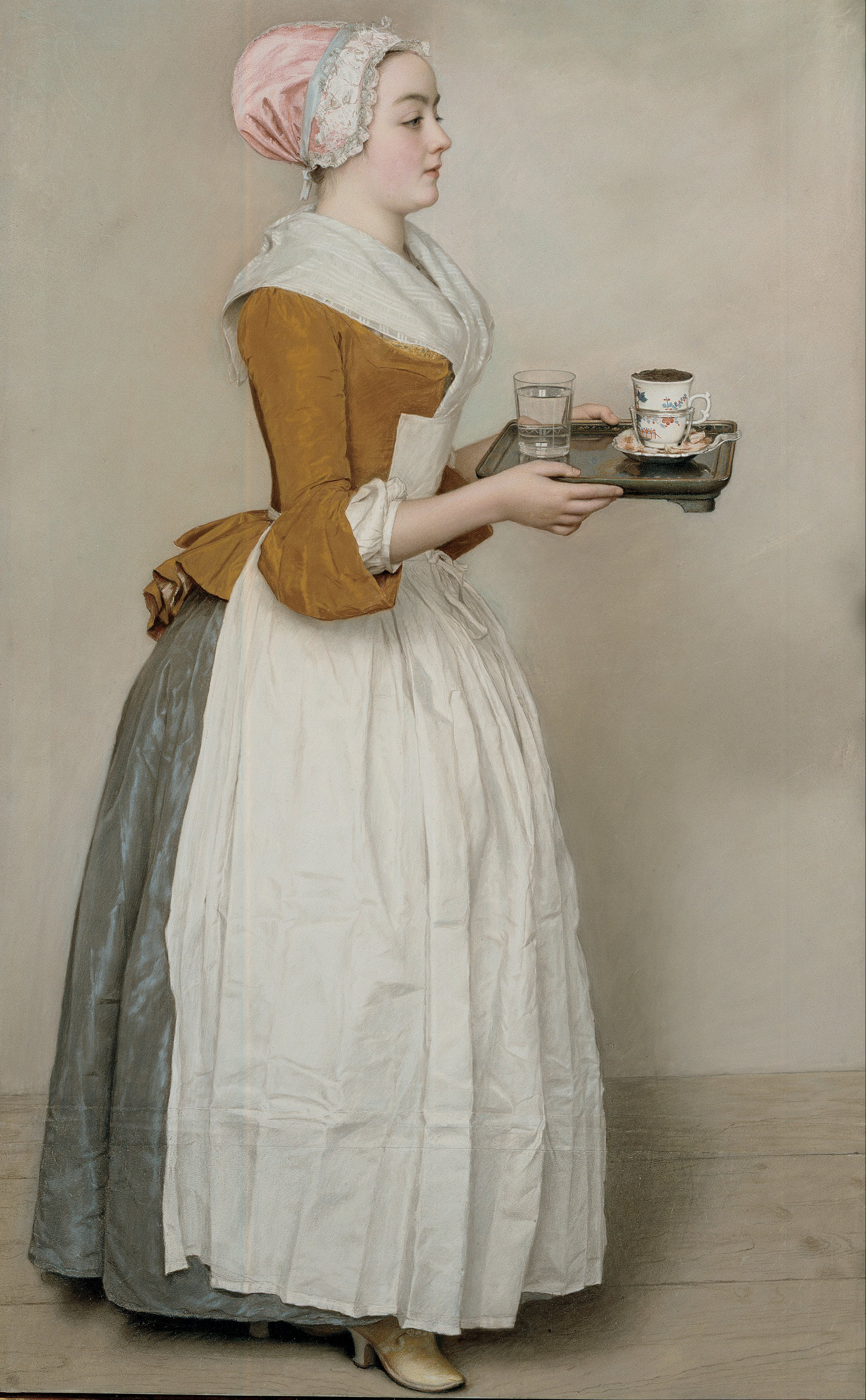
『チョコレートを運ぶ娘』(1744/1745)
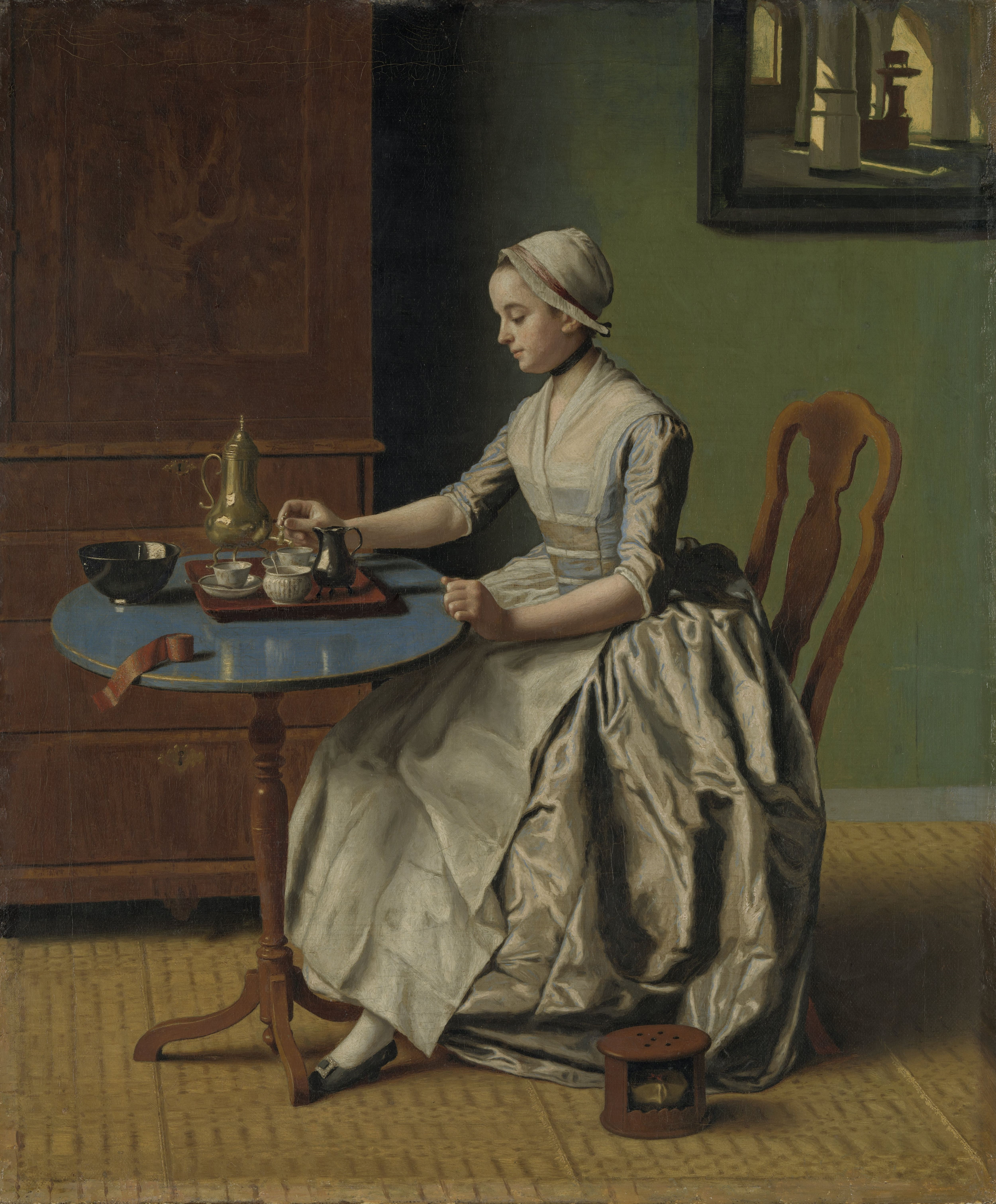
『チョコレート注ぐ婦人』(1744)
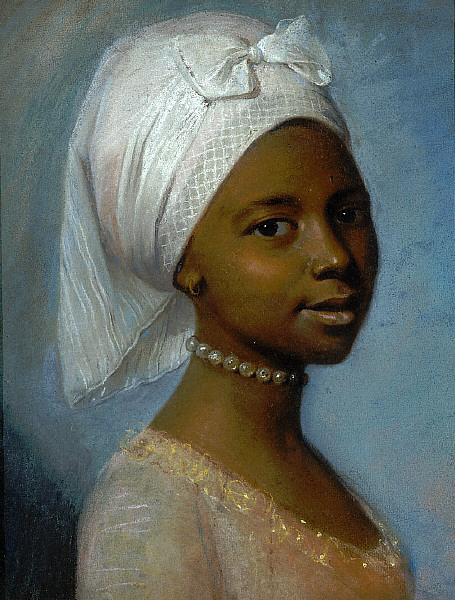
若い婦人の肖像画
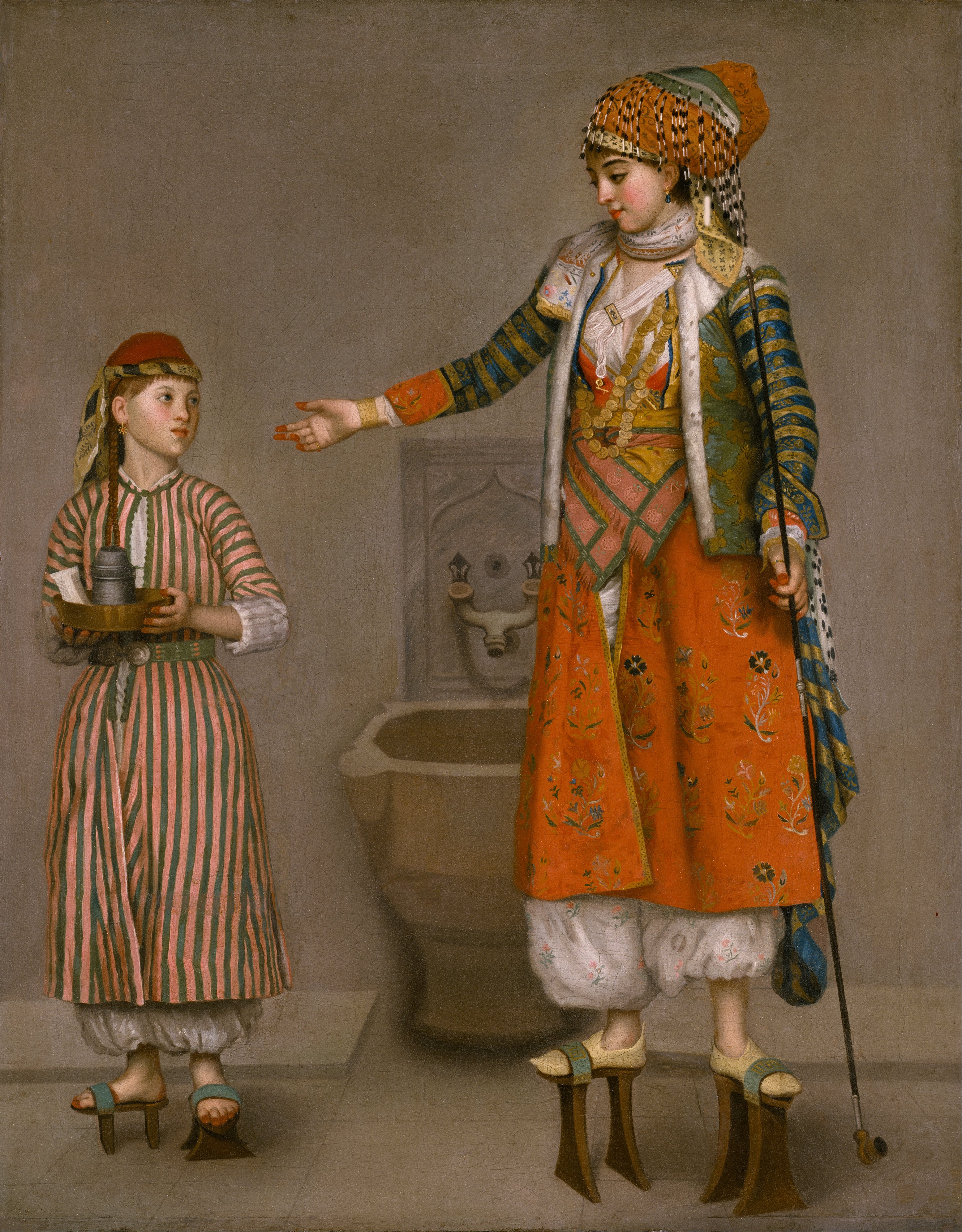
トルコ衣装の婦人と召使 (1750)
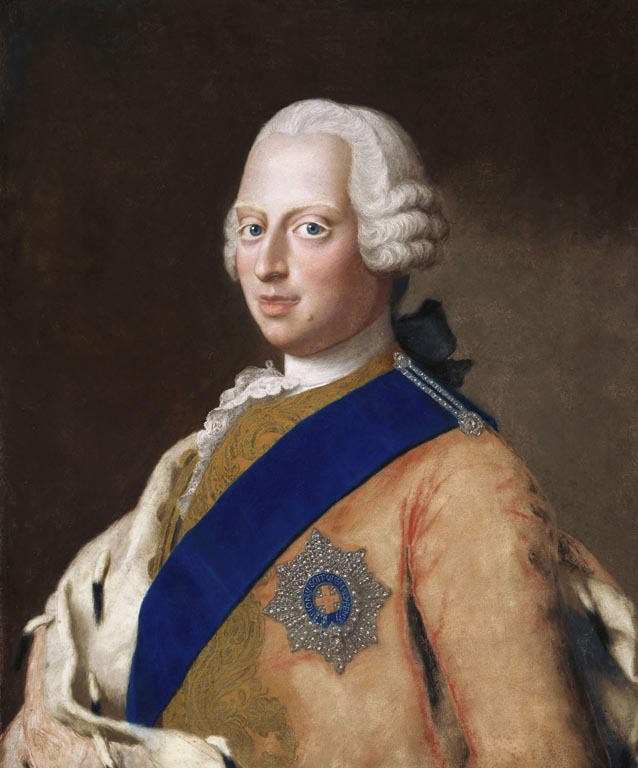
フレデリック・ルイス (プリンス・オブ・ウェールズ) (1754)
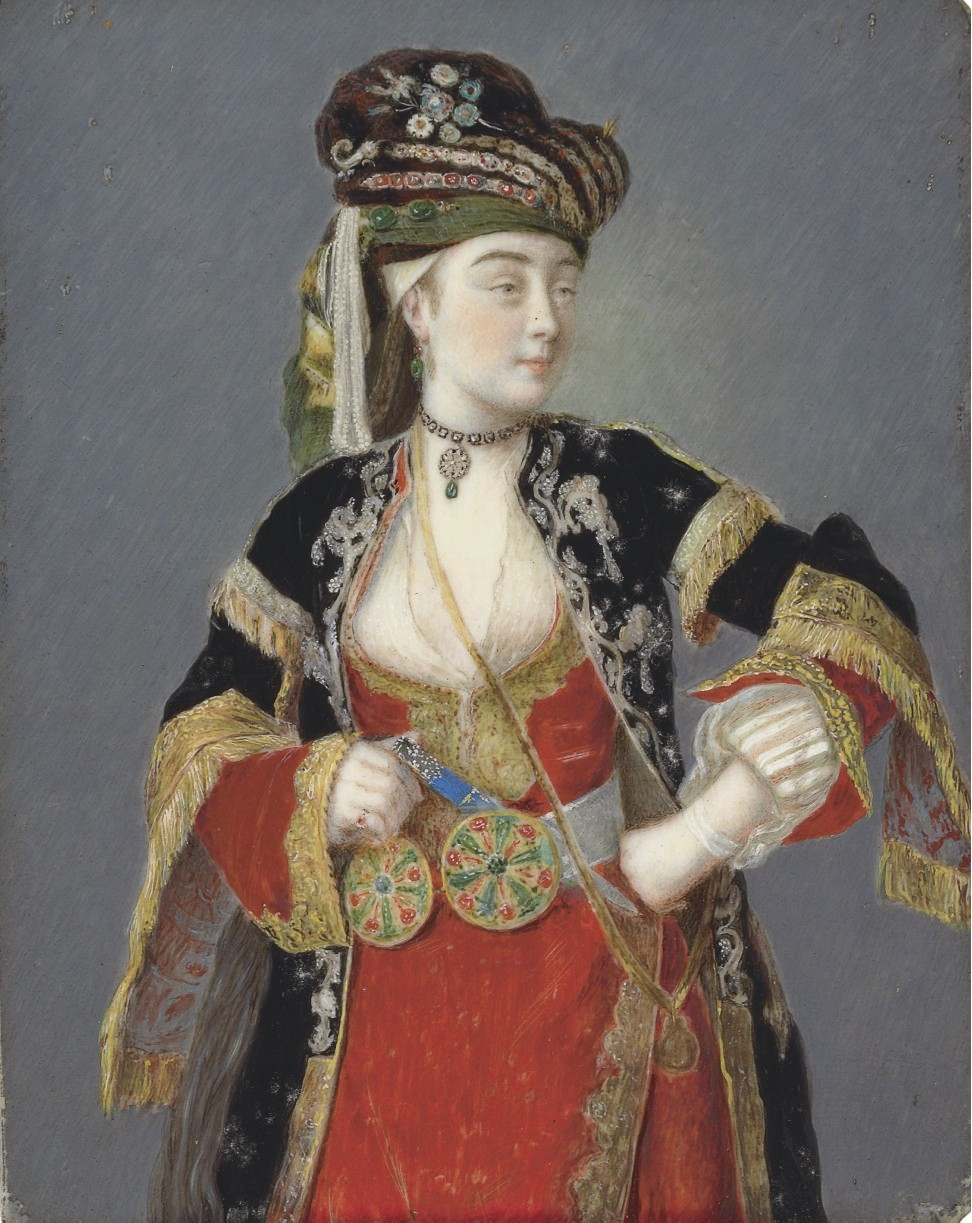
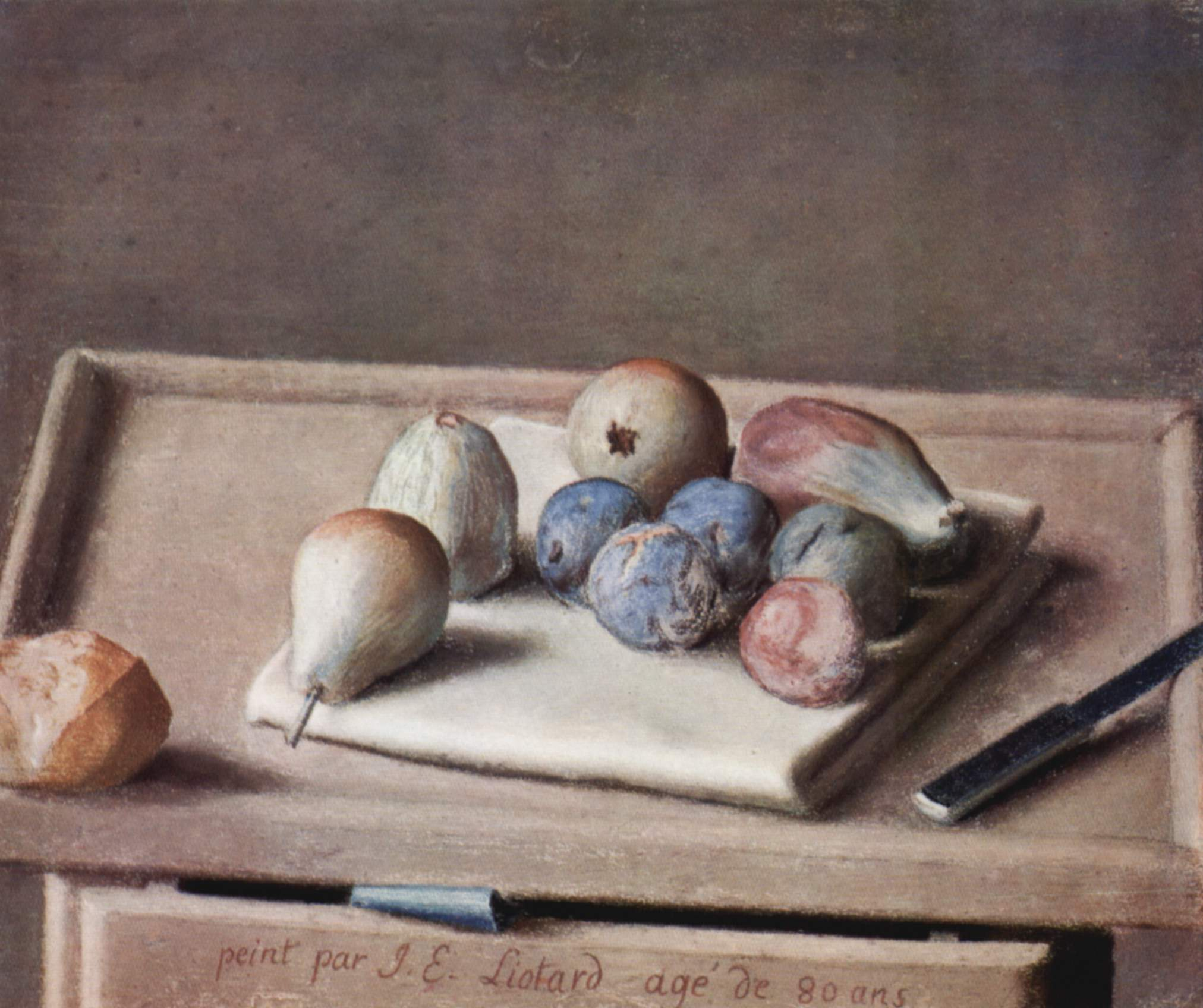
静物画 (1782)